# Saurmag II
Sauromaces II (en georgiano: საურმაგ II, latinizado Sauromaces), de la dinastía cosroida, fue un rey de Iberia (Kartli, Georgia oriental) entre 361 y 363, y diarca del 370 al 378. Fue ignorado por la tradición histórica georgiana, pero mencionado por el historiador romano Amiano Marcelino (s. IV). Fue el primogénito de Rev II y Salomé, y hermano de Tiridates de Iberia.

## Su reinado
Sauromaces parece haber sucedido a su abuelo paterno, Mirian III, primer rey cristiano de Iberia, en 361 y seguido políticas pro-romanas. En 363, fue depuesto por el rey sasánida Sapor II quien instaló en el cargo a Aspacure II (o Varaz Bakur), tío paterno de Sauromaces.
La intervención sasánida en el Cáucaso causaría la respuesta romana y en el 370, el emperador romano Valente enviaría doce legiones –unos 12 000 hombres– que devolverían a Sauromaces su puesto en las provincias del oeste de Iberia y absorbiendo Armenia y Lázica, mientras que al sucesor de Aspacure, Mitradates III se le permitió mantener el control del noreste del reino. Este arreglo no fue reconocido por Sapor II, quien lo tomó como un acto de guerra y con esto retomó las hostilidades contra Roma en el 371. Para el 378, la Guerra Gótica llevó a Roma a abandonar a Sauromaces; y su reino debió dejar de existir cuando Iberia fue mayormente (o completamente) absorbida por el Imperio Sasánida.